# Psammodius sungshinarum
Psammodius sungshinarum är en skalbaggsart som beskrevs av Kim 1980. Psammodius sungshinarum ingår i släktet Psammodius och familjen Aphodiidae. Inga underarter finns listade i Catalogue of Life.